# William B. Davis
William Bruce Davis (Toronto, 13 gennaio 1938) è un attore canadese.
È professore di arti drammatiche alla Bishop's University in Canada e ha aperto a Vancouver il William Davis Centre, uno studio per attori.
Deve la sua notorietà soprattutto all'iconico ruolo dell'Uomo che fuma nella serie televisiva X-Files. È ancora oggi il portavoce della Canadian Cancer Society.

## Biografia

### Vita e formazione
Davis è nato a Toronto, in Canada, da padre avvocato e madre psicologa. Ha iniziato la sua carriera di attore da bambino nel 1949, nel dramma radio e estate stock teatro. I suoi cugini Murray e Donald Davis aderiscono al gruppo dei "Giocatori dal Cappello di Paglia" in Ontario, un'associazione teatrale della fine del 1940 e primi anni 1950. Davis viene chiamato nel gruppo e quello fu il suo primo lavoro da attore professionista. Ha continuato la sua carriera come attore bambino su Canadian Radio Broadcasting Corporation. Nel 1955 si iscrive all'Università di Toronto per studiare filosofia, ma ha perseguito attivamente una carriera come attore accanto al futuro attore Donald Sutherland. Nel 1959 si è laureato presso l'Università di Toronto con un Bachelor of Arts in filosofia. Durante gli studi universitari ha rivolto la sua attenzione alla recitazione e alla regia accanto alla sua compagna Karl Jaffary.

## Carriera
Nel 1960 Davis si reca in Inghilterra per allenarsi a LAMDA (The London Academy of Music and Dramatic Art). Ha lavorato nel Regno Unito per i successivi cinque anni dirigendo in teatri di repertorio e scuole di recitazione. È stato direttore artistico del Teatro Stabile Dundee. La sua ultima posizione nel Regno Unito si è affermata come assistente alla regia presso il Teatro nazionale della Gran Bretagna sotto Laurence Olivier dove ha lavorato con Albert Finney, Maggie Smith, Derek Jacobi, e Ronald Pickup. Nel 1965 torna in Canada per lavorare presso il National Theatre School of Canada e all'età di 28 anni è stato nominato direttore artistico inglese. In questo periodo era attivo anche come regista free-lance nei maggiori teatri canadesi. Nel 1971 entra a far parte del Dipartimento di Dramma di recente formazione presso la Bishop's University a Lennoxville, Quebec.
Tornato a Toronto alla fine degli anni Settanta, Davis trascorre diversi anni come regista radiofonico drammatico nella facoltà di Humber College. Richiesto come insegnante di recitazione durante questo periodo, ha ripreso la recitazione dopo un'assenza di quasi venti anni. Davis ha guadagnato una serie di ruoli sul palco e in alcuni film prima di accettare la carica di direttore artistico del Vancouver Playhouse Acting School, nel quale ha richiesto di trasferirsi con la moglie e la famiglia.
Così Davis scrive nel suo libro di memorie: "E così, nell'autunno del 1985, abbiamo agganciato la nostra barca di seconda mano alla nostra macchina di seconda mano e guidato per tutto il paese".
Negli anni successivi rimane a Vancouver fondando la sua scuola di recitazione, il William Davis Centre for Actors Study, un campo di addestramento per diverse stelle future tra cui Lucy Lawless. Altri personaggi lo portarono ad un ruolo più iconico come l'Uomo che fuma (noto anche come "The Cancer Man" o "The Smoking Man") apparso nella prima stagione della serie televisiva X-Files, nella quale ha avuto frequenti apparizioni per i successivi nove anni. Oltre a X-Files, Davis ha interpretato una vasta gamma di ruoli, dalla serie Stargate SG-1, Smallville e in una serie di film per la televisione e altri progetti. Di tanto in tanto frequenta convegni nei quali firma autografi e copie del suo libro di memorie.
Negli ultimi anni, Davis è tornato alla regia per il teatro e il cinema. Ha scritto e diretto tre cortometraggi e co-scritto e diretto diversi episodi di una serie televisiva per la CBC Television, 49th & Main. Nel 2011 ha diretto due commedie per i Giocatori Uniti di Vancouver, Waste di Harley Granville Barker e Hay Fever di Noël Coward. Ha diretto The Habit of Art di Alan Bennett e Sherlock Holmes ed il caso di Jersey Lily da Katie Forgette presso il Centro di Jericho Arts a Vancouver, British Columbia rispettivamente nel 2013 e nel 2015.
Ha preso parte in un ruolo ricorrente nello spettacolo canadese Continuum.
Il 26 marzo 2015 CTV News ha intervistato Davis per la sua ripresa del ruolo antagonistico nella serie televisiva X-Files, ritornato per una decima stagione dopo più di un decennio. Davis ha assicurato al suo intervistatore che i 6 nuovi episodi saranno girati negli studi di Vancouver.

## Vita privata
Nonostante sullo schermo sia noto per il suo carattere da fumatore, smette di fumare all'età di 32 anni fino a quando gli viene chiesto di interpretare un ruolo da fumatore nella serie X-Files. Per interpretare il personaggio dell'Uomo che Fuma gli è stata data la possibilità di scegliere tra sigarette alle erbe e sigarette al tabacco. In un primo momento decide di utilizzare le sigarette al tabacco, ma passa a quelle alle erbe per paura di diventarne dipendente. Davis ha usato la sua notorietà in uno show per aiutare la Canadian Cancer Society nei suoi programmi di lotta contro il fumo.
Nel 2014 ha donato i suoi investimenti per la David Suzuki Foundation per la lotta contro i cambiamenti climatici. Davis è un appassionato sostenitore per l'azione in risposta ai cambiamenti climatici e crede che sia un problema cruciale del nostro tempo. Davis guida l'automobile Tesla alimentata con energia elettrica.
Egli è anche un ex campione di sci nautico e in età più avanzata, per un certo periodo, ha battuto vari record.
Nel 2011 ha sposato Emmanuelle Herpin. Ha due figlie, Melinda e Rebecca, da un precedente matrimonio. Ha anche due nipoti.

## Scetticismo

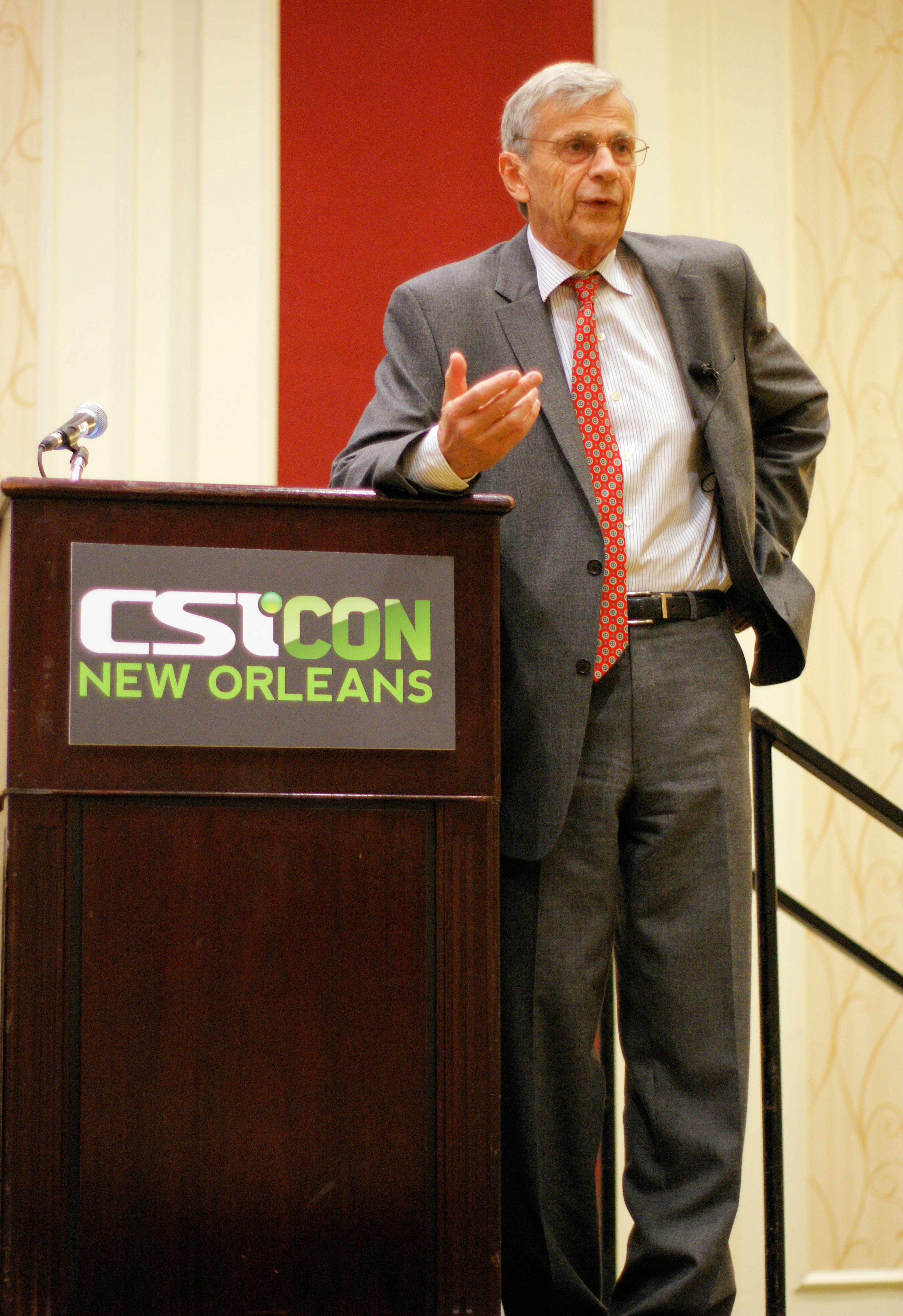
William B. Davis a "Lo scetticismo e i mezzi di informazione" CSICON 2011 a New Orleans

Sul set di X-Files, Davis è stato costantemente criticato dai fan della serie per il suo non credere nel paranormale e negli alieni. Davis si affida a Barry Beyerstein e a Committee for Skeptical Inquiry (CSI) per essere presentato alla comunità scettica. È diventato sempre più coinvolto nel movimento scettico cominciando a dare lezioni come portavoce presso le università di tutto il Nord America e presso alcune convenzioni scettiche, tra cui CSICON del CSI di New Orleans.
Sul tema del paranormale, al London Film and Comic Con del 2010, Davis ha risposto: "Spetta a voi dimostrare questa cosa straordinaria ... ho fatto molte ricerche e ho riscontrato mancanza di argomentazioni." 
Successivamente viene intervistato da Jacob Fortin e in uno spettacolo di Richard Dawkins Davis ha risposto che in un primo momento aveva una certa trepidazione fino a rendersi conto che Dawkins "non aveva alcuna prova" che lo show abbia incoraggiato la gente a pensare in modo acritico. Poi aggiunge: "Lo spettacolo è una finzione ... non un documentario"
In un'altra intervista con Justin Trottier di Center for Inquiry Canada Davis ha risposto allo stesso modo, aggiungendo che dai propri sondaggi informali su un pubblico di appassionati di X-Files, sembrava non esserci più fiducia nel paranormale, consolandosi con questo pensiero.

## Filmografia

### Cinema
- La zona morta (The Dead Zone), regia di David Cronenberg (1983)
- Palle d'acciaio (Head Office), regia di Ken Finkleman (1985)
- Tramonto di un eroe (Beyond the Stars), regia di David Saperstein (1989)
- Senti chi parla (Look Who's Talking), regia di Amy Heckerling (1989)
- Omicidio incrociato (The Hitman), regia di Aaron Norris (1991)
- In fuga dal nemico (Dangerous Intentions), regia di Michael Toshiyuki Uno (1995)
- Specchio della memoria (Unforgettable), regia di John Dahl (1996)
- X-Files - Il film (The X Files), regia di Rob S. Bowman (1998)
- The Last Tzaddik, regia di Michael Zaidan - cortometraggio (1998)
- Perpetrators of the Crime, regia di John Hamilton (1999)
- La proposta (The Proposal), regia di Richard Gale (2001)
- Mindstorm, regia di Richard Pepin (2001)
- Jay & Silent Bob... Fermate Hollywood! (Jay and Silent Bob Strike Back), regia di Kevin Smith (2001)
- Out of Line, regia di Johanna Demetrakas (2001)
- Anthrax, regia di Rick Stevenson (2001)
- Aftermath, regia di Douglas Jackson (2002)
- Polished, regia di Ed Gass-Donnelly - cortometraggio (2002)
- Arbor Vitae, regia di Lynda Boyd - cortometraggio (2003)
- Lyon King, regia di Mark McGuckin - cortometraggio (2004)
- Max Rules, regia di Robert Burke (2004)
- Packing Up, regia di William B. Davis - cortometraggio (2004)
- The Last Round, regia di Dan Masucci (2005)
- The Cost of Living, regia di Jonathan Joffe - cortometraggio (2005)
- Goose! Un'oca in fuga (Goose on the Loose), regia di Nicholas Kendall (2006)
- The Janitors, regia di Daniel Arnold e Matthew Kowalchuk - cortometraggio (2006)
- Sisters, regia di Douglas Buck (2006)
- The Messengers, regia di Oxide Pang Chun e Danny Pang (2007)
- Terapia d'amore (Numb), regia di Harris Goldberg (2007)
- A Pickle, regia di Karen Nielsen - cortometraggio (2008)
- Passengers - Mistero ad alta quota (Passengers), regia di Rodrigo García (2008)
- Reverse, regia di William B. Davis - cortometraggio (2008)
- Possession, regia di Joel Bergvall e Simon Sandquist (2009)
- La creatura dei ghiacci (The Thaw), regia di Mark A. Lewis (2009)
- The Shortcut, regia di Nicholaus Goossen (2009)
- Damage, regia di Jeff King (2009)
- Flowers for Norma, regia di Juan Pablo Reinoso - cortometraggio (2010)
- Amazon Falls, regia di Katrin Bowen (2010)
- Blob, regia di Kathleen Maitland-Carter - cortometraggio (2010)
- Rise of the Damned, regia di Micheal Bafaro (2011)
- I bambini di Cold Rock (The Tall Man), regia di Pascal Laugier (2012)
- The Package, regia di Jesse V. Johnson (2013)
- Singularity Principle, regia di David Robert Deranian e Austin Robert Hines (2013)
- Focus, regia di Christopher Young (2014)
- Abduct, regia di Ilyas Kaduji (2016)
- 2BR02B: To Be or Naught to Be, regia di Marco Checa Garcia - cortometraggio (2016)
- Residue, regia di Rusty Nixon (2017)
- Death Note - Il quaderno della morte (Death Note), regia di Adam Wingard (2017)
- The Doctor's Case, regia di James Douglas e Leonard Pearl (2018)
- Game Over, Man!, regia di Kyle Newacheck (2018)
- 7 sconosciuti a El Royale (Bad Times at the El Royale), regia di Drew Goddard (2018)
- Phil, regia di Greg Kinnear (2019)
- Crystal's Shadow, regia di Ilyas Kaduji (2019)

### Televisione
- SCTV Channel – serie TV, episodi 1x14 (1984)
- The Cuckoo Bird, regia di Eric Till – film TV (1985)
- L'allegra banda di Nick (The Beachcombers) – serie TV, episodi 15x10 (1986)
- L'ossessione che uccide (Deadly Deception), regia di John Llewellyn Moxey – film TV (1987)
- Costretto al silenzio (Sworn to Silence), regia di Peter Levin – film TV (1987)
- Airwolf – serie TV, 4 episodi (1987)
- La piccola fiammiferaia (The Little Match Girl), regia di Michael Lindsay-Hogg – film TV (1987)
- Capitan Power (Captain Power and the Soldiers of the Future) – serie TV, episodi 1x14 (1988)
- Danger Bay – serie TV, episodi 4x07-5x13 (1987-1988)
- Matinee, regia di Richard Martin – film TV (1989)
- Oltre la legge - L'informatore (Wiseguy) – serie TV, episodi 1x15-3x07 (1988-1989)
- Mare forza 7 (Anything to Survive), regia di Zale Dalen – film TV (1990)
- It – miniserie TV, episodi 1x01-1x02 (1990)
- I quattro della scuola di polizia (21 Jump Street) – serie TV, episodi 1x12-2x17-5x18 (1987-1991)
- MacGyver – serie TV, episodi 6x20 (1991)
- Omen IV - Presagio infernale (Omen IV: The Awakening), regia di Jorge Montesi e Dominique Othenin-Girard – film TV (1991)
- Il commissario Scali (The Commish) – serie TV, episodi 1x05-1x06 (1991)
- Diagnosi di un delitto (Diagnosis Murder: Diagnosis of Murder), regia di Christopher Hibler – film TV (1992)
- Street Justice – serie TV, episodi 1x12 (1992)
- Nightmare Cafe – serie TV, episodi 1x05 (1992)
- North of 60 – serie TV, episodi 1x06 (1993)
- Un angelo di nome Gabriel (Heart of a Child), regia di Sandor Stern – film TV (1994)
- Beyond Suspicion, regia di Paul Ziller – film TV (1994)
- Senza lasciare traccia (Don't Talk to Strangers), regia di Robert Michael Lewis – film TV (1994)
- Mio figlio è innocente (Not Our Son), regia di Michael Ray Rhodes – film TV (1995)
- Circumstances Unknown, regia di Robert Michael Lewis – film TV (1995)
- I viaggiatori (Sliders) – serie TV, episodi 1x06 (1995)
- When the Vows Break, regia di Eric Till – film TV (1995)
- Poltergeist (Poltergeist: The Legacy) – serie TV, episodi 1x10 (1996)
- The Limbic Region, regia di Michael Pattinson – film TV (1996)
- La crociera della paura (Voyage of Terror), regia di Brian Trenchard-Smith – film TV (1998)
- Contagio a bordo (Killing Moon), regia di John Bradshaw – film TV (1999)
- Murder Most Likely, regia di Alex Chapple – film TV (1999)
- Mentors – serie TV, episodi 2x01 (2000)
- Becoming Dick, regia di Bob Saget – film TV (2000)
- The Fearing Mind – serie TV, episodi 1x07 (2000)
- First Wave – serie TV, episodi 3x18 (2001)
- Oltre i limiti (The Outer Limits) – serie TV, episodi 1x12-2x20-7x10 (1995-2001)
- MythQuest – serie TV, episodi 1x08 (2001)
- Andromeda – serie TV, episodi 2x04 (2001)
- Damaged Care, regia di Harry Winer – film TV (2002)
- Body & Soul – serie TV (2002)
- Saint Sinner, regia di Joshua Butler – film TV (2002)
- 100 giorni nella giungla (100 Days in the Jungle), regia di Sturla Gunnarsson – film TV (2002)
- Broken Saints – serie TV, 7 episodi (2001-2003)
- Smallville – serie TV, episodi 2x08-3x06 (2002-2003)
- Word of Honor, regia di Robert Markowitz – film TV (2003)
- Creature del terrore (Snakehead Terror), regia di Paul Ziller – film TV (2004)
- Kingdom Hospital – serie TV, episodi 1x06 (2004)
- La culla vuota (The Cradle Will Fall), regia di Rob W. King – film TV (2004)
- The Murdoch Mysteries – serie TV, episodi 1x01 (2004)
- Tilt – serie TV, episodi 1x08 (2005)
- Robson Arms – serie TV, 10 episodi (2005)
- Dark Pines, regia di David Vaisbord – documentario TV (2005)
- Stargate SG-1 – serie TV, episodi 9x08-9x11 (2005-2006)
- Supernatural – serie TV, episodi 1x11 (2006)
- Dark storm (Dark Storm), regia di Jason Bourque – film TV (2006)
- Her Fatal Flaw, regia di George Mendeluk – film TV (2006)
- The Secret of Hidden Lake, regia di Penelope Buitenhuis – film TV (2006)
- Canadian Comedy Shorts – serie TV, episodi 10x09 (2006)
- Judicial Indiscretion, regia di George Mendeluk – film TV (2007)
- Masters of Science Fiction – serie TV, episodi 1x02 (2007)
- Fear Itself – serie TV, episodi 1x04 (2008)
- Caprica – serie TV, episodi 1x01 (2009)
- The Net - Incontri pericolosi (Web of Desire), regia di Mark Cole – film TV (2009)
- Something Evil Comes, regia di Ron Oliver – film TV (2009)
- Human Target – serie TV, episodi 1x05 (2010)
- Medium Raw: Night of the Wolf, regia di Andrew Cymek – film TV (2010)
- Behemoth, regia di W.D. Hogan – film TV (2011)
- L'urlo della terra (Stonados), regia di Jason Bourque – film TV (2013)
- R. L. Stine's The Haunting Hour – serie TV, episodi 3x24-4x02 (2013-2014)
- Il mistero delle lettere perdute - Il passato può cambiare (Signed, Sealed, Delivered: Truth Be Told), regia di Kevin Fair – film TV (2015)
- Il mistero delle lettere perdute - Una missione davvero speciale (Signed, Sealed, Delivered: The Impossible Dream), regia di Kevin Fair – film TV (2015)
- Continuum – serie TV, 11 episodi (2012-2015)
- X-Files (The X Files) – serie TV, 43 episodi (1993-2018)
- Le terrificanti avventure di Sabrina (Chilling Adventures of Sabrina) – serie TV, episodi 2x07-2x08 (2019)
- Upload – serie TV, 13 episodi (2020-2022)
- 50 States of Fright – serie TV, episodi 2x09-2x10 (2020)

## Doppiatori italiani
Nelle versioni in italiano delle opere in cui ha recitato, William B. Davies è stato doppiato da:
- Diego Reggente in X-Files, X-Files - Il film
- Dante Biagioni in Sisters, Smallville (ep. 2x08)
- Gerolamo Alchieri in X-Files (ep. 2x01)
- Michele Kalamera in Creature del terrore
- Mauro Bosco in The Web - Incontri pericolosi
- Gil Baroni in I bambini di Cold Rock
- Giorgio Locuratolo in Stonados
- Dario Penne in Saint Sinner
- Fabrizio Odetto in Smallville (ep. 3x06)
- Giorgio Lopez in The Messengers
- Pieraldo Ferrante in Stargate SG-1
- Massimo Gentile in Supernatural
- Carlo Reali in Il mistero delle lettere perdute
- Sandro Iovino in Human Target
- Giovanni Petrucci in Le terrificanti avventure di Sabrina
- Emidio La Vella in Game Over, Man!
- Marco Pagani in Continuum
- Raffaele Uzzi in 7 sconosciuti a El Royale
- Antonio Paiola in Upload